# Étalonnage de couleur

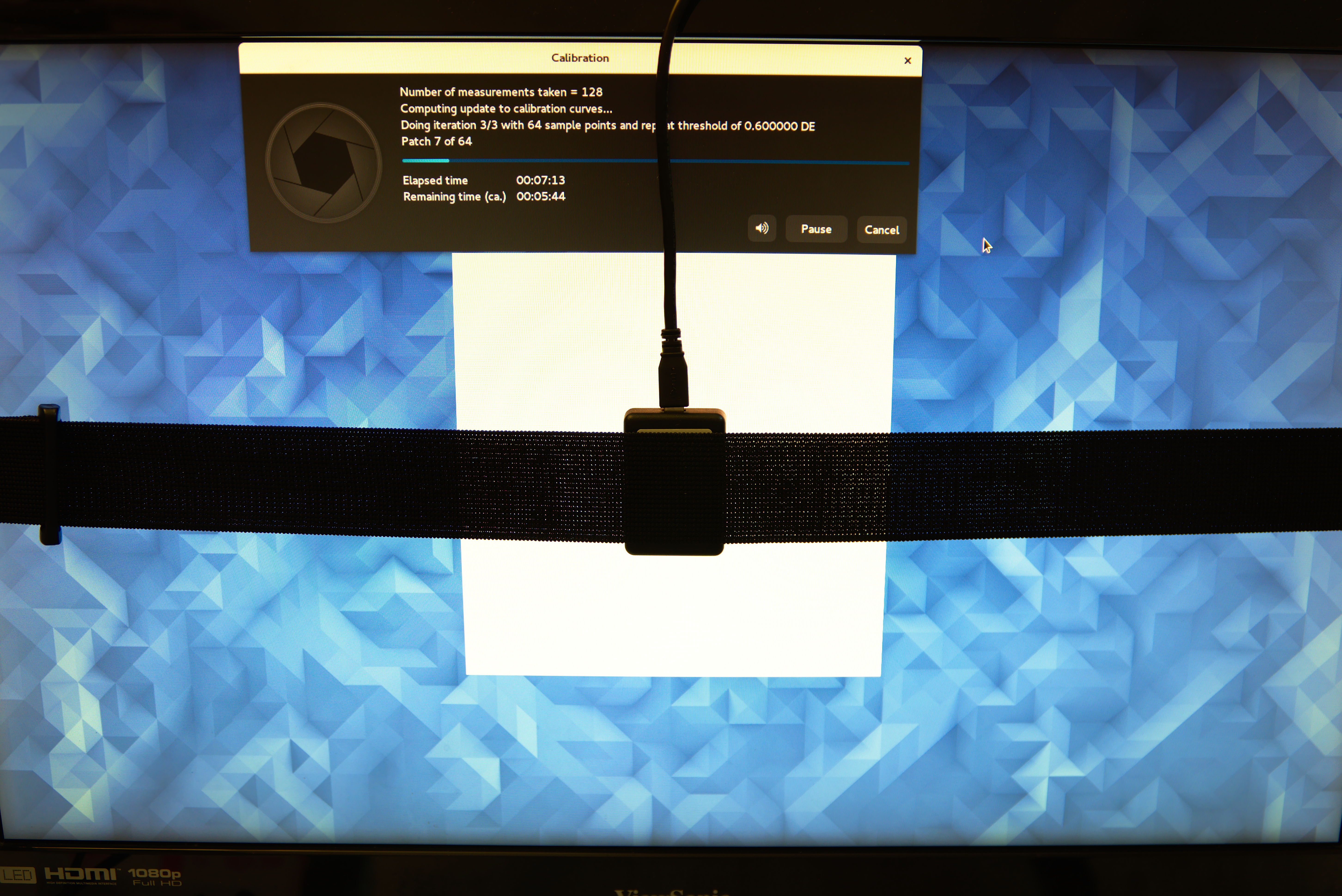
Étalonnage d'un moniteur d'ordinateur par le ColorHug2, un colorimètre open-source.

Pour les articles homonymes, voir Étalonnage.
Le but de l'étalonnage de couleur est de mesurer et d'ajuster les couleurs d'un équipement ou des images successives en cinéma ou en vidéo. Cette opération est réalisée par un étalonneur.